# 西経58度線
西経58度線（せいけい58どせん）は、本初子午線面から西へ58度の角度を成す経線である。北極点から北極海、北アメリカ、大西洋、南アメリカ、南極海、南極大陸を通過して南極点までを結ぶ。
西経58度線は、東経122度線と共に大円を形成する。

## 通過する地域一覧
西経58度線は、北極点から南極点まで南に向かって以下の場所を通っている。
| 地理座標                                             | 国土・領土・領海         | 備考 |
| ---------------------------------------------------- | ------------------------ | --- |
| 北緯90度0分 西経58度0分 / 北緯90.000度 西経58.000度  | 北極海                   | |
| 北緯83度32分 西経58度0分 / 北緯83.533度 西経58.000度 | リンカーン海             | |
| 北緯82度8分 西経58度0分 / 北緯82.133度 西経58.000度  | グリーンランド           | |
| 北緯75度5分 西経58度0分 / 北緯75.083度 西経58.000度  | バフィン湾               | |
| 北緯70度0分 西経58度0分 / 北緯70.000度 西経58.000度  | デービス海峡             | |
| 北緯60度0分 西経58度0分 / 北緯60.000度 西経58.000度  | 大西洋                   | ラブラドル海 |
| 北緯54度54分 西経58度0分 / 北緯54.900度 西経58.000度 | カナダ                   | ニューファンドランド・ラブラドール州 — ラブラドール地方 ケベック州（北緯52度0分 西経58度0分 / 北緯52.000度 西経58.000度から）                                                                                                |
| 北緯51度18分 西経58度0分 / 北緯51.300度 西経58.000度 | セントローレンス湾       | |
| 北緯49度34分 西経58度0分 / 北緯49.567度 西経58.000度 | カナダ                   | ニューファンドランド・ラブラドール州 — ニューファンドランド島 |
| 北緯47度40分 西経58度0分 / 北緯47.667度 西経58.000度 | 大西洋                   | |
| 北緯6度47分 西経58度0分 / 北緯6.783度 西経58.000度   | ガイアナ                 | ジョージタウンの東を通過 |
| 北緯4度15分 西経58度0分 / 北緯4.250度 西経58.000度   | スリナム                 | |
| 北緯3度56分 西経58度0分 / 北緯3.933度 西経58.000度   | ガイアナ                 | スリナムが領有権を主張する地域 |
| 北緯1度33分 西経58度0分 / 北緯1.550度 西経58.000度   | ブラジル                 | パラー州 アマゾナス州（南緯1度30分 西経58度0分 / 南緯1.500度 西経58.000度から） パラー州（南緯6度8分 西経58度0分 / 南緯6.133度 西経58.000度から） マットグロッソ州（南緯7度24分 西経58度0分 / 南緯7.400度 西経58.000度から） |
| 南緯17度31分 西経58度0分 / 南緯17.517度 西経58.000度 | ボリビア                 | |
| 南緯19度29分 西経58度0分 / 南緯19.483度 西経58.000度 | ブラジル                 | マットグロッソ・ド・スル州 |
| 南緯19度53分 西経58度0分 / 南緯19.883度 西経58.000度 | ボリビア                 | 約20km |
| 南緯20度3分 西経58度0分 / 南緯20.050度 西経58.000度  | ブラジル                 | マットグロッソ・ド・スル州 |
| 南緯20度37分 西経58度0分 / 南緯20.617度 西経58.000度 | パラグアイ               | |
| 南緯25度2分 西経58度0分 / 南緯25.033度 西経58.000度  | アルゼンチン             | |
| 南緯26度5分 西経58度0分 / 南緯26.083度 西経58.000度  | パラグアイ               | |
| 南緯27度16分 西経58度0分 / 南緯27.267度 西経58.000度 | アルゼンチン             | |
| 南緯31度24分 西経58度0分 / 南緯31.400度 西経58.000度 | ウルグアイ               | 約15km |
| 南緯31度32分 西経58度0分 / 南緯31.533度 西経58.000度 | アルゼンチン             | 約10km |
| 南緯31度38分 西経58度0分 / 南緯31.633度 西経58.000度 | ウルグアイ               | |
| 南緯34度16分 西経58度0分 / 南緯34.267度 西経58.000度 | ラプラタ川三角江         | |
| 南緯34度48分 西経58度0分 / 南緯34.800度 西経58.000度 | アルゼンチン             | |
| 南緯38度21分 西経58度0分 / 南緯38.350度 西経58.000度 | 大西洋                   | |
| 南緯51度23分 西経58度0分 / 南緯51.383度 西経58.000度 | フォークランド諸島       | 東フォークランド島（ アルゼンチンが領有権を主張） |
| 南緯51度45分 西経58度0分 / 南緯51.750度 西経58.000度 | 大西洋                   | |
| 南緯60度0分 西経58度0分 / 南緯60.000度 西経58.000度  | 南極海                   | |
| 南緯61度54分 西経58度0分 / 南緯61.900度 西経58.000度 | サウス・シェトランド諸島 | キングジョージ島 — アルゼンチンと チリと イギリスが領有権を主張 |
| 南緯62度4分 西経58度0分 / 南緯62.067度 西経58.000度  | 南極海                   | |
| 南緯63度23分 西経58度0分 / 南緯63.383度 西経58.000度 | 南極大陸                 | 南極半島 — アルゼンチンと チリと イギリスが領有権を主張 |
| 南緯63度41分 西経58度0分 / 南緯63.683度 西経58.000度 | 南極海                   | ウェッデル海 |
| 南緯63度51分 西経58度0分 / 南緯63.850度 西経58.000度 | 南極大陸                 | ジェイムズ・ロス島 — アルゼンチンと チリと イギリスが領有権を主張 |
| 南緯64度24分 西経58度0分 / 南緯64.400度 西経58.000度 | 南極海                   | ウェッデル海 |
| 南緯75度42分 西経58度0分 / 南緯75.700度 西経58.000度 | 南極大陸                 | アルゼンチン（アルゼンチン領南極）と チリ（チリ領南極）と イギリス（イギリス領南極地域）が領有権を主張 |